# Hôpital-hospice Sainte-Béatrix
L'hôpital-hospice Sainte-Béatrix  est un ancien hôpital-hospice situé à Remiremont, dans le département des Vosges, en France.

## Histoire
L'hôpital Sainte-Béatrix, construit vers 1724 au cours du premier quart du XVIIIe siècle sur un terrain situé « hors les murs », a remplacé l'ancien hôpital-hospice Sainte-Béatrix, datant également du premier quart du XVIIIe siècle, qui a été démoli pour laisser la place à un nouvel hôpital. Il a préservé ses pots à pharmacie.
L'hôpital tire son nom de Béatrice-Hiéronyme de Lorraine, abbesse de Remiremont.
Le portail, y compris la niche avec sa statue en pierre qui le surmonte, a été inscrit aux monuments historiques par arrêté du 20 août 1974.